# Метод трасуючих індикаторів
Метод трасуючих індикаторів (рос. метод трассирующих индикаторов; англ. method of tracing indicators; нім. Methode f der Trassenindikatoren) — індикаторний метод, оснований на запомповуванні в нагнітальну свердловину індикаторної речовини і послідовної реєстрації її фізико-хімічними методами у видобувних нафтових свердловинах, який застосовується для оцінки дійсних швидкостей і напряму руху рідини в проникних пластах, визначення зв'язку між окремими ділянками продуктивної площі, виявлення перетоків рідини з одних інтервалів розрізу в інші через літологічні вікна або тектонічні розривні порушення, а також для встановлення шляхів витікання газу з підземних газосховищ, контролю за переміщенням фронту горіння в покладах високов'язкої нафти і ін.